# Коста ди Ровиго
Ко̀ста ди Ровѝго (на италиански: Costa di Rovigo; на венециански: Costa d' Rovigo, Коста дъ Ровиго) е малко градче и община в Северна Италия, провинция Ровиго, регион Венето. Разположено е на 9 m надморска височина. Населението на общината е 2732 души (към 2011 г.).